# Eloísa Cartonera
Eloísa Cartonera is een Argentijnse uitgeverij en samenwerkingsverband van ontwerpers en schrijvers. Het publiceert met de hand gemaakte boeken met bijzondere ontwerpen en op literair niveau.

## Achtergrond
Het initiatief voor Eloísa Cartonera werd genomen in 2001 toen de Argentijnse economie zich op een dieptepunt bevond, de werkloosheid steeg en mensen de straat op gingen om geld te verdienen. Onder hen bevonden zich de zogenaamde cartoneros, vertaald kartonmensen, die hun geld verdienen met het inzamelen van karton. In deze jaren kwam de cultuursector in een zware crisis terecht, omdat boeken en kunstwerken minder werden verkocht.
Door deze situatie begonnen de schrijver Washington Cucurto en de beeldend kunstenaars Javier Barilaro en Fernanda Laguna met de vervaardiging van kunstenaarsboeken uit kartonafval. De doelstelling van het maken van kunstboeken werd vanaf 2003 uit solidariteit met werklozen gewijzigd in het voor iedereen toegankelijk maken van literatuur.
Zowel gevestigde als opkomende Latijns-Amerikaanse schrijvers hebben aan Eloísa Cartonera romans, korte verhalen, toneelstukken en gedichten geschonken, waardoor er tien jaar na oprichting inmiddels 200 titels zijn verschenen. Voorbeelden hiervan zijn de klassieker La casa de cartón (Het kartonnen huis) van Martín Adan, El pianista (De pianist) van Ricardo Piglia, El todo surca la Nada (Het alles doorsnijdt het niets) van César Aira en tweetalige gedichtenbundels van Haroldo de Campos.
De teksten worden met de hand gebonden in kartonnen kaften die eveneens met de hand zijn beschilderd. Deze boeken brengt Eloísa Cartonera uit tegen prijzen die vaak lager liggen dan de gemiddelde paperback, terwijl de cartoneros een betere prijs voor het karton wordt geboden. Eloísa Cartonera diende inmiddels als voorbeeld voor meer dan zestig kartonuitgevers in Latijns-Amerika en een in Mozambique.

## Erkenning
In 2012 werd Eloísa Cartonera bekroond met de Grote Prins Claus Prijs, "voor het genereren van schoonheid, intellectuele prikkels en inkomen voor velen in een context van financiële crisis en armoede."